# Peter von Vaux-de-Cernay
Peter von Vaux-de-Cernay (franz.: Pierre des Vaux-de-Cernay, * um 1182; † nach 1218) war ein Zisterziensermönch aus der Abtei Vaux-de-Cernay und ein Chronist des Kreuzzugs gegen die Albigenser.
In seiner Historia Albigensis beschreibt Peter den Albigenserkreuzzug in sehr parteilicher Weise, indem er ihn als Kampf zwischen Gut und Böse interpretiert. Simon IV. de Montfort wird bei ihm als Held und mustergültiger Kreuzfahrer gefeiert. Allerdings beschrieb er auch detailliert das Auftreten der Katharer im Languedoc, über deren kirchliche Hierarchie und Riten, wodurch sein Bericht eine der wichtigsten Quellen zu diesem Thema darstellt.
Peters Onkel, Guido, war der Abt des Klosters Vaux-de-Cernay. Dieser stieg infolge des Albigenserkreuzzuges zum Bischof von Carcassonne auf.

## Ausgaben
- Kreuzzug gegen die Albigenser. Die „Historia Albigensis“ (1212–1218). Erstmals aus dem Lateinischen ins Deutsche übertragen, herausgegeben und mit einem Nachwort versehen von Gerhard E. Sollbach (Manesse Bibliothek der Weltgeschichte). Manesse-Verlag, Zürich 1997, ISBN 3-7175-8228-3.
- Pierre des Vaux-de-Cernay: Historia Albigensis. Kreuzzug gegen die Albigenser. Lateinisch/deutsch. Übersetzt und kommentiert von Gerhard E. Sollbach (= Mittellateinische Bibliothek. Band 9). Hiersemann, Stuttgart 2021, ISBN 978-3-7772-2116-8.